# تاریخچه مرکز جهان
مرکز جهان مفهومی است که تعریف مشخصی در اخترشناسی نوین ندارد. بر اساس نظریه‌های استاندارد کیهان‌شناسی در مورد شکل جهان، مرکزی برای جهان وجود ندارد.
در طول تاریخ، افراد مختلف نظریه‌های مختلفی در مورد مرکز جهان ارائه داده‌اند. بسیاری از کیهان‌شناسی‌های اساطیری، شامل یک محور زمین بودند که محور مرکزی زمین تخت بود و زمین، آسمان‌ها و سایر قلمروها را به هم متصل می‌کند. در قرن چهارم پیش از میلاد در یونان، فلاسفه بر اساس مشاهدات نجومی، مدل زمین مرکزی را ارائه دادند؛ این مدل مرکز جهان را مرکز کره زمین ثابت می‌دانست که ماه و خورشید و ستارگان دور آن می‌گردند. مدل خورشید مرکزی که توسط نیکلاس کوپرنیک در قرن شانزدهم مطرح شد، خورشید را مرکز جهان می‌دانست که سیارات (از جمله زمین) به دور آن می‌گردند.
در اوایل قرن بیستم، کشف سایر کهکشانها و شکل‌گیری نظریه مه‌بانگ منجر به پیدایش مدل‌های کیهان‌شناسی شد که جهان را همگن و همسانگرد می‌دانند و در نتیجه مرکزی برای جهان قائل نیستند.